# Natação no Campeonato Europeu de Esportes Aquáticos de 2018 - 4x100 m medley misto
A prova do revezamento 4x100 metros medley misto da natação no Campeonato Europeu de Esportes Aquáticos de 2018 ocorreu no dia 6 de agosto no Tollcross International Swimming Centre, em Glasgow no Reino Unido. 

## Calendário
| Fase          | Data        | Hora  |
| ------------- | ----------- | ----- |
| Eliminatórias | 6 de agosto | 10:36 |
| Final         | 6 de agosto | 18:22 |

Todos os horários estão no horário local (UTC+0)

## Recordes
Antes desta competição, os recordes eram os seguintes:
|                       | Nacionalidade  | Tempo   | Local     | Data                 |
| --------------------- | -------------- | ------- | --------- | -------------------- |
| Recorde mundial       | Estados Unidos | 3:38.56 | Budapeste | 26 de julho de 2017  |
| Recorde europeu       | Reino Unido    | 3:41.56 | Budapeste | 26 de julho de 2017  |
| Recorde do campeonato | Reino Unido    | 3:44.02 | Berlim    | 19 de agosto de 2014 |

Os seguintes novos recordes foram estabelecidos durante esta competição. 
| Data        | Prova | Nadadores                                                                          | Nacionalidade | Tempo   | Recordes |
| ----------- | ----- | ---------------------------------------------------------------------------------- | ------------- | ------- | -------- |
| 6 de agosto | Final | Georgia Davies (59.12) Adam Peaty (57.27) James Guy (50.96) Freya Anderson (52.83) | Reino Unido   | 3:40.18 | ,        |

## Medalhistas
| Ouro | Prata | Bronze |
| Reino Unido · Georgia Davies · Adam Peaty · James Guy · Freya Anderson · Nicholas Pyle* · Charlotte Atkinson* | Rússia · Kliment Kolesnikov · Yuliya Yefimova · Svetlana Chimrova · Vladimir Morozov · Grigoriy Tarasevich* · Ilya Khomenko* · Viktoriya Andreeva* · Maria Kameneva* | Itália · Margherita Panziera · Fabio Scozzoli · Elena Di Liddo · Alessandro Miressi · Matteo Restivo* · Arianna Castiglioni* · Luca Dotto* |

*Atletas que competiram apenas nas baterias e receberam medalhas

## Resultados

### Eliminatórias
Esses foram os resultados das eliminatórias. 
| Pos. | Bateria | Raia | Nacionalidade | Nadadores | Tempo   | Notas |
| ---- | ------- | ---- | ------------- | --- | ------- | ----- |
| 1    | 1       | 8    | Países Baixos | Maaike de Waard (1:01.08) Arno Kamminga (59.06) Joeri Verlinden (51.78) Ranomi Kromowidjojo (53.42)          | 3:45.34 | Q     |
| 2    | 1       | 3    | Alemanha      | Jenny Mensing (1:00.41) Fabian Schwingenschlögl (59.84) Marius Kusch (51.69) Annika Bruhn (54.28)            | 3:46.22 | Q     |
| 3    | 1       | 4    | Rússia        | Grigoriy Tarasevich (53.22) Ilya Khomenko (59.57) Viktoriya Andreeva (59.68) Maria Kameneva (53.98)          | 3:46.45 | Q     |
| 4    | 2       | 1    | Reino Unido   | Nicholas Pyle (54.50) Adam Peaty (58.49) Charlotte Atkinson (59.90) Freya Anderson (54.55)                   | 3:47.44 | Q     |
| 5    | 2       | 6    | Itália        | Matteo Restivo (55.14 ) Arianna Castiglioni (1:06.32) Elena Di Liddo (57.76) Luca Dotto (48.51)              | 3:47.73 | Q     |
| 6    | 2       | 5    | Polónia       | Kacper Stokowski (55.21) Marcin Stolarski (1:00.40) Anna Dowgiert (59.47) Katarzyna Wasick (54.43)           | 3:49.51 | Q     |
| 7    | 1       | 6    | Suécia        | Gustav Hökfelt (55.43) Johannes Skagius (1:00.26) Louise Hansson (57.95) Magdalena Kuras (55.94)             | 3:49.58 | Q     |
| 8    | 1       | 5    | Suíça         | Thierry Bollin (55.37) Yannick Käser (1:00.43) Svenja Stoffel (1:00.01) Maria Ugolkova (54.05)               | 3:49.86 | Q     |
| 9    | 1       | 7    | Israel        | David Gamburg (55.71) Itay Goldfaden (1:02.18) Amit Ivry (58.77) Andrea Murez (54.23)                        | 3:50.89 |       |
| 10   | 2       | 2    | Bélgica       | Emmanuel Vanluchene (56.32) Basten Caerts (1:00.32) Kimberly Buys (58.39) Juliette Dumont (56.19)            | 3:51.22 |       |
| 11   | 2       | 3    | Lituânia      | Gytis Stankevičius (55.10) Kotryna Teterevkova (1:08.74) Deividas Margevičius (52.41) Rūta Meilutytė (55.60) | 3:51.85 |       |
| 12   | 2       | 8    | Bielorrússia  | Mikita Tsmyh (55.14) Ilya Shymanovich (59.15) Anastasiya Kuliashova (1:00.73) Yuliya Khitraya (57.13)        | 3:52.15 |       |
| 13   | 2       | 7    | Estónia       | Karl Johann Luht (55.88) Maria Romanjuk (1:09.51) Daniel Zaitsev (53.11) Kertu Ly Alnek (56.40)              | 3:54.90 |       |
| 14   | 1       | 1    | Áustria       | Bernhard Reitshammer (55.47) Christopher Rothbauer (1:01.76) Claudia Hufnagl (1:02.07) Lena Kreundl (55.70)  | 3:55.00 |       |
| 15   | 1       | 0    | Turquia       | Metin Aydın (55.85) Berkay Ömer Öğretir (1:01.51) Nida Eliz Üstündağ (1:02.20) Selen Özbilen (56.11)         | 3:55.67 |       |
| 16   | 2       | 4    | Letônia       | Ģirts Feldbergs (55.96) Daniils Bobrovs (1:01.62) Gabriela Ņikitina (1:05.45) Ieva Maļuka (56.01)            | 3:59.04 |       |
| 17   | 1       | 2    | Eslováquia    | Adam Černek (58.20) Tomáš Klobučník (1:00.82) Andrea Podmaníková (1:03.37) Laura Benková (57.34)             | 3:59.73 |       |
| 18   | 2       | 0    | Hungria       | Gábor Balog (54.59) Anna Sztankovics (1:08.46) Evelyn Verrasztó (1:00.41) Dominik Kozma                      | DSQ     | DSQ   |

### Final
Esse foi o resultado da final. 
| Pos.              | Raia | Nacionalidade | Nadadores                                                                                               | Tempo   | Notas            |
| ----------------- | ---- | ------------- | --- | ------- | ---------------- |
| Medalha de ouro   | 6    | Reino Unido   | Georgia Davies (59.12) Adam Peaty (57.27) James Guy (50.96) Freya Anderson (52.83)                      | 3:40.18 | ,                |
| Medalha de prata  | 3    | Rússia        | Kliment Kolesnikov (52.51) Yuliya Yefimova (1:05.07) Svetlana Chimrova (57.30) Vladimir Morozov (47.83) | 3:42.71 | Recorde nacional |
| Medalha de bronze | 2    | Itália        | Margherita Panziera (1:00.11) Fabio Scozzoli (59.46) Elena Di Liddo (57.68) Alessandro Miressi (47.60)  | 3:44.85 | NR               |
| 4                 | 4    | Países Baixos | Kira Toussaint (1:00.33) Arno Kamminga (1:00.89) Joeri Verlinden (51.37) Ranomi Kromowidjojo (52.98)    | 3:45.57 |                  |
| 5                 | 5    | Alemanha      | Jenny Mensing (1:00.91) Fabian Schwingenschlögl (59.65) Marius Kusch (51.41) Annika Bruhn (53.85)       | 3:45.82 |                  |
| 6                 | 7    | Polónia       | Alicja Tchórz (1:00.94) Marcin Stolarski (1:00.14) Michał Chudy (52.57) Katarzyna Wasick (54.07)        | 3:47.72 | Recorde nacional |
| 7                 | 8    | Suíça         | Thierry Bollin (54.81) Yannick Käser (1:00.46) Svenja Stoffel (59.46) Maria Ugolkova (53.53)            | 3:48.26 | Recorde nacional |
| 8                 | 1    | Suécia        | Gustav Hökfelt (54.71) Johannes Skagius (1:00.40) Louise Hansson (58.01) Ida Lindborg (55.41)           | 3:48.53 | Recorde nacional |

Legenda
| Recorde mundial       | Recorde mundial (World record)               |                       | Recorde africano                      | Recorde africano (African) |                                           | Q | Classificado por posição (Qualified) |
| Recorde do campeonato | Recorde do campeonato (Championship record)  | Recorde da América    | Recorde da América (Americas)         | q                          | Classificado por melhor tempo (Qualified) |   |                                      |
| Melhor marca do ano   | Melhor marca do ano (World leading)          | Recorde asiático      | Recorde asiático (Asian)              | DNS                        | Não largou (Did not start)                |   |                                      |
| Recorde nacional      | Recorde nacional (National record)           | Recorde europeu       | Recorde europeu (European)            | DNF                        | Não terminou (Did not finish)             |   |                                      |
| Recorde pessoal       | Recorde pessoal do atleta (Personal best)    | Recorde da Oceania    | Recorde da Oceania (Oceania)          | DSQ / DQ                   | Desclassificado (Disqualified)            |   |                                      |
| Recorde da temporada  | Recorde da temporada do atleta (Season best) | Recorde sul-americano | Recorde sul-americano (South America) | NM                         | Sem marca (No mark)                       |   |                                      |